# 2010: The Year We Make Contact
2010: The Year We Make Contact (conocida en España como 2010. Odisea dos y en Hispanoamérica como  2010. El año que hicimos contacto) es una película estadounidense de ciencia ficción de 1984 dirigida por Peter Hyams, basada en la novela 2010: Odisea dos, de Arthur C. Clarke. Tanto la película como la novela son la continuación de la película 2001: A Space Odyssey, de 1968.

## Argumento
La película sucede exactamente nueve años después del fracaso misterioso de la misión del Discovery a Júpiter. Los soviéticos han construido una nueva nave espacial que llegará a Júpiter un año antes que la planeada Discovery II. Debido a que los estadounidenses son expertos en los sistemas de la computadora HAL 9000, pero los soviéticos pueden llevar tripulación antes de que la nave Discovery se estrelle contra la luna Ío, se decide enviar una tripulación conjunta a Júpiter en la nave espacial soviética Alexei Leonov. 
La tripulación incluye a Heywood Floyd, personaje aparecido en 2001; al Dr. Chandra, creador de la computadora de la nave Discovery, HAL 9000; y a Walter Curnow, un ingeniero espacial estadounidense. Su misión es interceptar la nave Discovery, descubrir lo que salió mal con la misión anterior, investigar el monolito en órbita alrededor del planeta y explicar la desaparición de David Bowman. Ellos suponen que esta información se encierra en la nave Discovery, ahora abandonada.
En la llegada al sistema de Júpiter, la tripulación de la Leonov envía una sonda robot a explorar la superficie de la luna helada Europa. La sonda vislumbra lo que parece ser una enorme forma de vida moviéndose bajo el hielo, pero antes de que pueda ser fotografiada, la sonda es destruida inexplicablemente por un estallido de luz.
La Discovery se encuentra abandonada en la órbita alrededor de la luna de Júpiter Ío. La Discovery es encontrada cubierta de azufre debido a la actividad volcánica de Ío. La Leonov se encuentra con la Discovery y después de que Curnow ponga a la Discovery en condición de funcionar, las dos naves se encuentran con el gigantesco monolito. El Dr. Chandra reinicia a la computadora HAL 9000 para determinar si tiene alguna información sobre lo sucedido en 2001.
El gigantesco monolito negro es descubierto en órbita alrededor de Júpiter. Las observaciones remotas no contestan sus preguntas, por lo que el cosmonauta ruso Máxim Brailovsky vuela en una cápsula espacial encima del monolito para tener una mirada de primer plano, así como Bowman había hecho antes de que desapareciera. Cuando Máxim se acerca al monolito, un gran estallido de energía hace erupción, destruyendo a Máxim y a la cápsula espacial. La energía estalla, perdiéndose hacia la Tierra.
Una sucesión de escenas sigue la exploración de David Bowman que ha sido transformado ahora en una entidad incorpórea. El avatar de Bowman viaja a la Tierra, haciendo contacto con individuos significativos de su pasado humano: le cepilla el pelo a su madre enferma antes de que ésta muera en el hospital y aparece en la pantalla de la televisión de su viuda, manteniendo una conversación con ella.
Entretanto las tensiones políticas entre los Estados Unidos y la Unión Soviética se intensifican. Los astronautas estadounidenses son obligados a dejar la Leonov, ya que es considerada territorio soviético, y regresan a la Discovery, que todavía pertenece a los Estados Unidos y está siendo reparada.
En la Discovery una aparición de Bowman se presenta ante Floyd, advirtiéndole que deben dejar Júpiter dentro de dos días. Floyd pregunta lo que pasará en ese momento y Bowman contesta: «Algo maravilloso». Floyd tiene dificultad para convencer al resto de la tripulación al principio, pero entonces una mancha oscura en Júpiter se empieza a formar y crece hacia afuera. Las observaciones del telescopio de HAL revelan que la Gran Mancha Oscura es de hecho una inmensa población de monolitos negros, que se juntan y aumentan en número de manera exponencial, alterando el campo gravitacional del planeta, demuestra que deben escapar de la órbita de Júpiter para poder sobrevivir frente a lo que pueda pasar en dos días y todos colaboran en ese propósito.
Ninguna nave es capaz de alcanzar la Tierra en una salida temprana de la órbita de Júpiter, para escapar de lo que podría pasar en dos días en Júpiter, así que Floyd y la tripulación de la Leonov diseñan un plan para conectar las dos naves, usar la Discovery como un propulsor inicial y luego activar los motores de la Leonov para seguir el viaje hasta la Tierra. Desgraciadamente, se dejará a HAL y la Discovery en la órbita de Júpiter sin combustible, expuestos a lo que podría pasar con el planeta y van a sacrificar la nave con HAL 9000. 
Floyd y Chandra están angustiados por si HAL 9000 pudiera volver a desarrollar su neurosis y matarlos a todos, al recibir órdenes contradictorias con el objetivo de la misión y descubrir que sería abandonado en la órbita de Júpiter, en peligro y podría ser destruido, lo que podría provocar un conflicto con la programación inicial de HAL 9000. El Dr. Chandra se arriesga en tratar de convencer a HAL 9000 de que la tripulación humana está en el peligro por lo que pueda pasar en Júpiter y hacer esto es necesario para salvarlos. 
Efectivamente HAL 9000 comparte sus dudas con Floyd, como lo habían anticipado en una reunión secreta, justo antes de encender los motores que son controlados totalmente por HAL 9000 y podría hacer fracasar el plan de rescate, incluso destruir las dos naves ahora acopladas, pero HAL 9000 entiende los motivos de su sacrificio en pocos segundos y está de acuerdo con que deberá sacrificarse, si es necesario, para salvar a todos los humanos a bordo de la Leonov y enciende los motores de la nave Discovery con una precisión que solamente HAL 9000 puede lograr.
La tripulación de la Leonov, ahora conectada con la Discovery, hace una salida apresurada de la órbita de Júpiter con los motores de la Discovery encendidos a su máxima potencia, controlados por HAL 9000 con mucha precisión y gastando todo su combustible, justo a tiempo para poder escapar y tener una oportunidad de regresar vivos a la Tierra, ellos son testigos de cómo el enjambre de monolitos engulle a Júpiter. Los monolitos aumentan la densidad de Júpiter al punto de que el planeta logra altas temperaturas y la presión necesaria para la fusión nuclear, convirtiéndose así en una pequeña estrella.
La nave Leonov se separa de la Discovery, enciende sus motores para consumir todo su combustible, se aleja de la órbita de Júpiter con éxito y logra estar lista para escapar del peligro inminente en Júpiter, HAL 9000 queda abandonada con la Discovery y nunca más podrá escapar de su atracción gravitatoria, por haber consumido todo su combustible en un solo impulso inicial para ayudar a la nave Leonov a tratar de escapar de Júpiter, al aceptar ser sacrificada para salvar a los humanos, entonces recibe la orden de su amigo Bowman para transmitir un mensaje repetidamente: "TODOS ESTOS MUNDOS SON SUYOS EXCEPTO EUROPA. NO INTENTEN ATERRIZAR ALLÍ. ÚSENLOS JUNTOS. ÚSENLOS EN PAZ." 
La nave Leonov separada ahora de la Discovery, lleva sus motores encendidos a su máxima potencia, con la precisión necesaria para poder alcanzar el planeta Tierra y logra escapar de la órbita de Júpiter, justo antes de convertirse en estrella con una gran explosión de fusión nuclear, en donde la nave Discovery y HAL 9000 son sacrificados al no tener más combustible para poder alejarse y escapar del planeta Júpiter, convertido ahora en una estrella y estableciendo un sistema solar binario.
La película concluye con las imágenes de construcciones famosas en la Tierra con dos soles en el cielo, y la voz de Floyd explicando que este milagro inspiró a los líderes de las superpotencias para acabar su alejamiento y establecer la paz. Finalmente, se ve a la luna Europa, que se está transformando gradualmente de un baldío helado a una selva húmeda. La última imagen es la de un monolito de pie en un lago, mientras espera implícitamente a que una forma de vida inteligente evolucione.

## Reparto
| Actor                | Personaje                 | Descripción | Notas |
| -------------------- | ------------------------- | --- | ----- |
| Keir Dullea          | David Bowman              | |       |
| Douglas Rain         | HAL 9000                  | | Voz   |
| Roy Scheider         | Heywood Floyd             | Ingeniero estadounidense. |       |
| John Lithgow         | Walter Curnow             | Ingeniero estadounidense de control de sistemas. |       |
| Helen Mirren         | Cap. Tania Kirbuk         | Comandante soviética de la nave espacial Alexei Leonov. |       |
| Bob Balaban          | Dr. Chandra               | Ingeniero estadounidense de control de Sistemas. |       |
| Candice Bergen       | SAL 9000                  | Computadora del laboratorio del doctor Chandra. |       |
| Arthur C. Clarke     | Hombre                    | Un hombre en un banco del parque fuera de la Casa Blanca (fuera de cuadro en la parte de abajo y alimentando unas aves). También aparece en una imagen como el presidente estadounidense |       |
| Stanley Kubrick      | Primer ministro soviético | Aparece en una imagen |       |
| Elya Baskin          | Maxim Brailovsky          | Ingeniero en estructuras soviético de la nave espacial Alexei Leonov. |       |
| Saweli Kramanov      | Dr. Vladimir Rudenko      | Oficial médico soviético de la nave espacial Alexei Leonov. |       |
| Jan Tříska           | Alexander Kovalev         | Oficial de comunicaciones soviético de la nave espacial Alexei Leonov. |       |
| Vladimir Skomarovsky | Yuri Svetlanov            | Ingeniero en propulsión soviético de la nave espacial Alexei Leonov. |       |
| Victor Steinbach     | Nikolai Ternovsky         | Ingeniero en control de sistemas soviético de la nave espacial Alexei Leonov. |       |
| Natasha Shneider     | Irina Yakunina            | Técnico médico soviética de la nave espacial Alexei Leonov. |       |
| Oleg Rudnik          | Vasili Orlov              | Navegante soviético de la nave espacial Alexei Leonov. |       |

## Producción
Impresionados con el trabajo anterior de Peter Hyams, sobre todo en la película Atmósfera cero (1980), la MGM le encargó hacer la película y él se puso a trabajar al respecto una vez que le dieron la promesa de poner contenido político en la película y una vez que obtuvo el permiso de hacerla de Stanley Kubrick, el director de la precuela y de Arthur C. Clark, el autor de ambos libros.
Como Kubrick se encargó que todos los sets y maquetas de 2001 fuesen destruidos, se tuvo que construir la Discovery en esta película con la ayuda de fotos. La diseñadora de vestuario Patricia Norris usó una tela de teflón, que costaba entonces casi 175 dólares por metro, para hacer los trajes espaciales estadounidenses lo más realista posible. Una vez hecho los preparativos se rodó la obra cinematográfica en Nuevo México y Washington D. C..
Al principio se encargó y Tony Banks para que hiciera la banda sonora, pero su partitura fue dejada a un lado y se contrató a David Shire para ella.

## Diferencias con la novela
- La historia en la novela sobre una nave espacial china, Tsien, aterrizando en Europa antes de la llegada de la Leonov se omite en la película.

- La historia en la novela sobre David Bowman explorando el sistema de Júpiter y encontrando formas de vida en los océanos de Europa y en la atmósfera de Júpiter se omite.

- En la novela el Dr. Chandra es de Sri Lanka: su nombre completo es Sivasubramanian Chandrasegarampillai. 'Chandra' es la palabra para la Luna en sánscrito, el hindi, y algunos otros idiomas indios. En la película, se refieren al personaje solo como 'Dr. Chandra', y es interpretado por un actor estadounidense blanco (Bob Balaban).

- En la novela, la Discovery está rotando; el movimiento es resultado de la inercia del centrifugado de la nave espacial, transfiriéndose con el tiempo a la superestructura de la nave. El libro explica que el giro se detiene retomando el centrifugado de la nave espacial que detiene la rotación en exceso «una serie de salvajes procesos». La película no menciona esto, y solo muestra la estabilización resultante de cómo Curnow y Máxim Brailovsky reactivan los sistemas de la nave Discovery Uno.

- En la novela, HAL es programado para transmitir continuamente el mensaje «Todos estos mundos son vuestros..., excepto Europa. No intentéis aterrizar allí.» La película agrega las palabras «Utilizadlos juntos. Utilizadlos en paz».

- En la novela, una tripulante llamada Irina Yakunina sufre una lesión antes del lanzamiento y es reemplazada por Zenia Marchenko. En la película, Irina Yakunina está en la tripulación, pero tiene los rasgos del personaje de Zenia.

- En la novela, el Dr. Rudenko es una mujer de nombre Katerina en lugar de un hombre llamado Vladimir. También, el apellido de Tanya en la novela es Orlova y se casa con su compañero de tripulación Vasili Orlov. En la película, su nombre es Tanya Kirbuk y no se casa con nadie de la tripulación (coincidentemente, Kirbuk es el apellido Kubrick escrito a la inversa sin la letra «c», como el director de 2001: Odisea del espacio, Stanley Kubrick).

- En la novela, Máxim no muere y no hay una expedición tripulada al monolito.

- En la novela, algunos integrantes de la tripulación comienzan a relacionarse: Walter Curnow y Máxim Brailovsky (posible, aunque nunca se confirmó), Máxim Brailovsky y Zenia Marchenko (que terminan casándose), y Katerina Rudenko y Walter Curnow (quienes también terminan casándose). En la película, no hay ninguna relación romántica a bordo de la Leonov.

- En la novela, la esposa mucho más joven del Dr. Floyd se divorcia de él a la salida de la Tierra; la película omite esto.

- La razón por la que la Discovery flota hacia Ío queda en misterio en la película. En la novela la tripulación de la Leonov alcanza a Júpiter y determinan que el flujo entre Júpiter e Ío era el responsable.

- En la novela, Bowman deja la Discovery a la izquierda en el punto de Lagrange entre Ío y Júpiter; en la película parece estar en la órbita alrededor de Ío, aunque el texto introductorio al principio de la película también dice que la nave está en un punto de Lagrange.

- La novela incluye un epílogo breve titulado "20.001" que detalla la evolución de los europanos. En la película se muestra en una secuencia de imágenes.

- En la novela, la razón para que Floyd esté en la Discovery y reciba el mensaje de David Bowman es simplemente porque Floyd está realizando los quehaceres en la nave, no gracias a la intensificación de las tensiones entre los Estados Unidos y la Unión Soviética.

- De hecho en la película los rusos tienen una actitud un poco hostil contra los estadounidenses y no es sino hasta que los conocen cuando comienzan a cambiar su actitud; en la novela los rusos eran más amigables desde el principio. Estas diferencias se deben a la situación política entre la URSS y los EE. UU. durante la realización de la película.

## Discontinuidades entre2001y2010
- La novela 2001 localiza el clímax en Saturno, pero en la película sucede en Júpiter. La novela y la película 2010 continúan la trama de 2001 y en ambas la historia transcurre en Júpiter. La decisión de Clarke para seguir lo que la película mostraba se debió a los descubrimientos de la sonda Voyager, específicamente la intensa actividad volcánica de Ío, y la posible presencia de agua líquida bajo el hielo de Europa, ambos desconocidos cuando 2001 fue escrita.

- En la película 2010 el casco del traje espacial azul en la Discovery está extraviado, aunque el traje azul nunca se usó en 2001 (en dicha película, cuando Dave entra en la Discovery para desactivar a HAL, utiliza un casco verde, y parte de un traje espacial verde se guardó en la esclusa de aire de emergencia).

- Un problema involucra el número de cápsulas espaciales en la Discovery. En 2001 hay tres cápsulas espaciales. La cápsula espacial que utiliza Frank Poole puede ser vista dando volteretas y perdiéndose en el espacio después de golpearlo, la primera cápsula de Dave Bowman queda inútil cuando la puerta es volada para permitirle acceder a la nave, y la tercera se usa para salir volando sobre el monolito. En 2010, hay todavía una cápsula en el hangar de la Discovery. Es concebible que Bowman regresara su cápsula remotamente después de desconectar a HAL (debe de ser Bowman porque la cápsula mostrada no tiene una compuerta). En la novela Bowman recupera la cápsula por control remoto. Después es reutilizada por la tripulación de la Leonov como sonda.

- En la película 2010, el Dr. Floyd protesta que él nunca autorizó a nadie para informar a HAL del monolito TMA-1 antes del lanzamiento de la Discovery a Júpiter. Sin embargo, en la versión cinematográfica de 2001, mientras intenta desactivar a HAL, Bowman ve un mensaje pregrabado del Dr. Floyd que informa a la tripulación acerca del monolito y el verdadero propósito de la misión. En este mensaje, el Dr. Floyd claramente da a conocer la existencia del monolito TMA-1, el cual solo había sido conocido por HAL antes de que la Discovery dejara la Tierra. Hay explicaciones para esta discontinuidad, sin embargo:
  - el mensaje de Floyd como fue visto en 2001 podría haber sido falsificado por el gobierno. Esto se confirma por una escena en 2010 donde se muestra que se le dijo a HAL sobre el monolito por órdenes del Consejo de Seguridad Nacional.
  - por otro lado, cuando Floyd dice que él no permitió informar a HAL sobre el monolito, puede no estar diciendo la verdad. Podría estar escondiendo su complicidad en la situación para evitar una discusión con el Dr. Chandra y el resto de la tripulación.

- En un aspecto, la película y libro siguen la novela original de 2001 en lugar de la película. En el libro, HAL identifica a su maestro como Dr. Chandra. En la película de Kubrick el nombre de su creador es el Sr. Langley. Ambas versiones de 2010 usan al Dr. Chandra, sin aclararse si Chandra y Langley son el mismo personaje.

- La frase "¡Dios mío!, está lleno de estrellas..." no se dijo en la película 2001, solo aparece en el libro.

## Recepción
La película fue un gran éxito comercial y se convirtió con el tiempo en una película de culto aunque también fue mal recibida por la crítica, que no aceptaba que alguien hiciese una secuela de 2001: A Space Odyssey, película catalogada por la crítica como una obra maestra.

## Premios
- Premios Óscar (1984): 5 Nominaciones (Efectos visuales, vestuario, dirección artística, maquillaje y sonido)
- Premios Saturn (1985): 3 Nominaciones (Mejor película de ciencia ficción, vestuario y efectos especiales)
- Premios Hugo (1985): 1 Premio (Presentación dramática)